# Lucas Matthysse
Lucas Martin Matthysse (* 27. September 1982 in Trelew, Chubut) ist ein argentinischer Profiboxer und ehemaliger Interimsweltmeister der WBC im Halbweltergewicht, sowie ehemaliger Weltmeister der WBA im Weltergewicht.
Er ist der jüngere Bruder des Profiboxers Walter Matthysse.

## Amateurkarriere
Matthysse wurde im Jahr 2000 Argentinischer Meister und nahm 2001 an den 11. Weltmeisterschaften in Belfast teil, wo er jedoch in der zweiten Vorrunde gegen József Gerebecz aus Ungarn unterlag. Im August desselben Jahres nahm er zudem an den 5. Panamerikanischen Meisterschaften in San Juan teil, wo er die Silbermedaille erreichte. Er hatte Eberto Medina aus Ecuador und Marcos Costa aus Brasilien besiegt, ehe er im Finale dem Mexikaner Jorge Padilla unterlag. Bei einem internationalen Turnier auf Kuba im Dezember 2002, verlor er zudem nach Punkten gegen den amtierenden Weltmeister Diógenes Luna.
Im Februar 2003 gewann er in Belém das Qualifikationsturnier zur Teilnahme an den 14. Panamerikanischen Spielen in Santo Domingo. Er schlug dabei Luis Ramírez aus Mexiko 13:3, Breidis Prescott aus Kolumbien 10:1 und erneut Marcos Costa aus Brasilien 7:6. Bei den Spielen selbst jedoch, musste er sich Breidis Prescott 13:15 geschlagen geben.

## Profikarriere
2004 begann er seine Profikarriere und gewann seine ersten 22 Kämpfe vorzeitig. Dabei wurde er im April 2006 Lateinamerikanischer Meister der WBO im Halbweltergewicht. Am 12. September 2008 endete sein Kampf gegen den Mexikaner Rogelio Castañeda wertungslos („No Contest“), da Castañeda durch einen unabsichtlichen Kopfstoß verletzt worden war und den Kampf so nicht weiterführen konnte.
Nach fünf weiteren Siegen, darunter K. o.-Erfolgen gegen Luis Ernesto José (29-5), Florencio Castellano (16-3) und Vivian Harris (29-3), erhielt er am 6. November 2010 einen Kampf um den Nordamerikanischen Meistertitel der WBO gegen Zab Judah, der zugleich als Ausscheidungsduell für einen künftigen WM-Kampf gehandelt wurde. Matthysse verlor die Begegnung jedoch nach 12 Runden umstritten durch eine knappe Split Decision (geteilte Punktentscheidung), obwohl er Judah in der zehnten Runde am Boden hatte.
Nach einem folgenden K. o.-Sieg gegen DeMarcus Corley, unterlag er am 25. Juni 2011 dem Doppelweltmeister Devon Alexander erneut durch knappe Split Decision. Zudem hatte er Alexander in der vierten Runde am Boden. Durch K. o.-Siege gegen Sergio Priotti, Ángel Martínez (13-1) und Humberto Soto (58-7) erhielt er das Herausforderungsrecht für die interime WBC-Weltmeisterschaft im Halbweltergewicht gegen Ajose Olusegun (30-0). Matthysse gewann den Kampf in Las Vegas durch K. o. in der zehnten Runde. Am 26. Januar 2013 verteidigte er den Titel durch K. o. in der ersten Runde gegen Mike Dallas junior (19-2), den Lateinamerikanischen Meister der WBO aus Kalifornien.
Am 18. Mai 2013 besiegte er den amtierenden IBF-Weltmeister im Halbweltergewicht Lamont Peterson (31-1) durch t.K.o. in der dritten Runde, unterlag jedoch am 14. September nach Punkten gegen Danny García (26-0). Im April 2014 besiegte er John Molina (27-3) durch K. o. in der elften Runde. Im September 2014 besiegte er zudem Roberto Ortíz (31-0) durch K. o. in der zweiten Runde.
Im April 2015 gewann er nach Punkten gegen Ruslan Prowodnikow (24-3). Im Oktober 2015 verlor er durch K. o. in der zehnten Runde gegen den Ukrainer Wiktor Postol (27-0). In den Kampf ging es um den WBC-WM-Titel. Seinen nächsten Kampf bestritt er erst im Mai 2017 und besiegte Emmanuel Taylor (20-4) vorzeitig.
Am 27. Januar 2018 boxte er gegen Tewa Kiram (38-0) um den WBA-Weltmeistertitel im Weltergewicht und gewann durch Knockout in der achten Runde. Den Titel verlor er am 15. Juli 2018 durch TKO in der siebenten Runde an Manny Pacquiao (59-7).